# هولی (واشینگتن)
هولی (به انگلیسی: Holly) یک منطقهٔ مسکونی در ایالات متحده آمریکا است که در شهرستان کیتساپ، واشینگتن واقع شده‌است.